# 1208 (groupe)
Pour l'année, voir 1208.
1208, généralement prononcé twelve-o-eight ou twelve-zero-eight, est un groupe de pop punk américain, originaire de Hermosa Beach, à South Bay, en Californie. Le groupe est formé en 1994, et séparé en 2007.

## Biographie
Le groupe est formé en 1995 à South Bay, en Californie. Le nom du groupe est en réalité le numéro de l'appartement que les membres se partageaient. En 2002, le groupe publie son premier album studio intitulé Feedback Is Payback. Deux ans plus tard, en 2004; ils publient leur deuxième, et dernier album studio en date, Turn of the Screw.
Leur titre Fall Apart fait partie de la bande originale du jeu vidéo Burnout 3: Takedown, publié sur Xbox et PlayStation 2. En novembre 2006, le groupe annonce travailler sur un nouvel album,, qui ne sera cependant jamais matérialisé. Le groupe se sépare en 2007.
1208 se réunit en 2009 pour un seul concert avec T.S.O.L.. Chaque membre, à l'exception de Manny McNamara, sera présent. Le batteur de Deviates, Donald Conrad, le remplacera à la batterie. Le chanteur Alex Flynn est le neveu du fondateur de Black Flag, Greg Ginn, et de Raymond Pettibon.

## Membres
- Alex Flynn - chant
- Neshawn Hubbard - guitare
- Bryan Parks - basse
- Manny McNamara - batterie

## Discographie

### Albums studio
- 2002 : Feedback Is Payback
- 2004 : Turn of the Screw

### Singles
- Scared Away, extrait de Feedback Is Payback
- Jimmy, extrait de Feedback Is Payback
- Next Big Thing, extrait de Turn of the Screw